# Chuyến bay 267 của Trigana Air Service
Chuyến bay 267 (IL267/TGN267) của Trigana Air Service là chuyến bay nội địa của hãng Trigana Air Service Indonesia dài 45 phút, bằng một loại máy bay máy bay phản lực cánh quạt. Ngày 16 tháng 8 năm 2015, chiếc máy bay đã rơi khoảng 30 phút sau khi cất cánh. Các mảnh vở của nó đã được những người dân làng tìm thấy ở các vùng cao vùng Oksibil Bintang. Trên tàu bay có 49 hành khách (trong đó có năm trẻ nhỏ) và năm thành viên phi hành đoàn. Vẫn chưa rõ có người sống sót hay không. Một cuộc tìm kiếm người sống sót bị tạm ngưng do thiếu ánh sáng.
Nếu không có người nào sống sót thì vụ rơi máy bay này là vụ tai nạn thảm khốc nhất của loại máy bay ATR 42 và là vụ tai nạn hàng không thảm khốc thứ ba trong 8 tháng qua ở Indonesia, sau hai vụ chuyến bay 8501 của Indonesia AirAsia và vụ rơi máy bay Lockheed C-130 Hercules năm 2015 của Không quân Indonesia ngày 30 tháng 6. Nó cũng là vụ tai nạn hàng không thảm khốc nhất của công ty này sau 24 năm hoạt động.

## Máy bay
Chiếc máy bay đã sử dụng được 27 năm, ban đầu thuộc sở hữu của Resort Air và Trans States Airlines với số hiệu N421TE, và đã có một sự cố nhỏ liên quan đến bánh xe trước khi chuyển cho Trigana vào năm 2005.

## Sự cố
Chuyến bay Trigana Air Service đi từ sân bay Sentani ở Jayapura lúc 2:22 chiều theo giờ địa phương và sẽ đáp tại Oksibil khoảng 3:16 chiều. Chiếc máy bay mất tích liên lạc lần cuối lúc 2:55 chiều. Không có dấu hiệu nào cho thấy tín hiệu cầu cứu được phát đi từ máy bay.